# آنا فولكوف
آنا فولكوف Anna Wolkoff (1902 – 1973) مهاجرة من روسيا، عملت جاسوسة لألمانيا النازية أثناء الحرب العالمية الثانية. قامت بتجنيد تايلر كينت، وهو كاتب شفرات في السفارة الأمريكية في لندن، وحولته إلى التجسس لحساب الألمان. وآنا فولكوف هي ابنة الأدميرال نيكولاي فولكوف آخر ملحق عسكري بحري روسي في لندن، في عهد الإمبراطورية الروسية. قررت أسرتها البقاء في لندن بعد قيام الثورة البلشفية، وحصلت على الجنسية البريطانية في عام 1935. اعتنقت أفكارا يمينية متطرفة وكانت متعاطفة مع الفكر النازي ونظامه في ألمانيا. ألقي القبض عليها في عام 1940.